# Anna Oxa

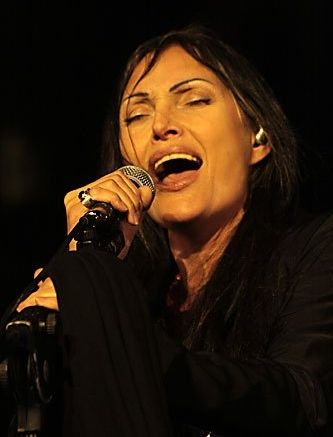
Anna Oxa en 2008.

Iliriana Hoxha, más conocida como Anna Oxa (28 de abril de 1961, Bari, Italia), es una de las más famosas cantantes italianas de la actualidad. Es italiana pero su padre es de origen albanés. Ha participado trece veces en el Festival de San Remo, la última en 2023, venciendo en 1989 junto con Fausto Leali con el tema "Ti Lascerò". Ese mismo año participó en el Festival de Eurovisión, también junto a Fausto Leali, con el tema "Avrei Voluto", que quedó en novena posición. Volvió a vencer en San Remo en 1999 con la canción "Senza Pietà", uno de sus mayores éxitos y canción ícono. Es conocida por sus cambios de "look" y por la frecuente experimentación en sus propuestas musicales, lo que la ha convertido en una de las cantantes más versátiles en la Italia contemporánea. 

## Su Inicio
Hija de un prófugo albanés de Kruja y de madre italiana, transcurrió su infancia en la ciudad de Bari, al sur de Italia, exactamente en la zona de San Pasquale.
Comienza desde pequeña en el piano bar de su ciudad con la compañía del pianoforte del maestro Sabino Sciannelli, con 15 años de edad graba su primer disco de vinilo el cual fue auspiciado por una pequeña compañía de música en Bari.
Anna Oxa estudió en el Liceo Artístico de Bari «Giuseppe De Nittis» hoy en día conocido como «Liceo Artístico di Bari».

## Discografía
- Oxanna, 1978
- Anna Oxa, 1979
- Per Sognare Per cantare Per ballare, 1983
- La Mia Corsa, 1984
- Oxa, 1985
- E Tutto Un Attimo, 1986
- Fantastica, 1988
- Pensami Per Te, 1988
- Tutti I Brividi Del Mondo, 1989
- Oxa Live con I New Trolls, 1990
- Di Questa Vita, 1992
- Cantautori , 1993
- Dodipetto, 1993
- Canta autori , 1994
- Anna Non Si Lascia, 1996
- Storie, 1998
- Senza Pieta, 1999
- L'Eterno Movimento, 2001
- Collezione, 2001
- Ho Un Sogno, 2003
- La Musica E Niente Se Tu Non Hai Vissuto, 2006
- Proxima, 2010